# Recapitalización de las entidades financieras en España

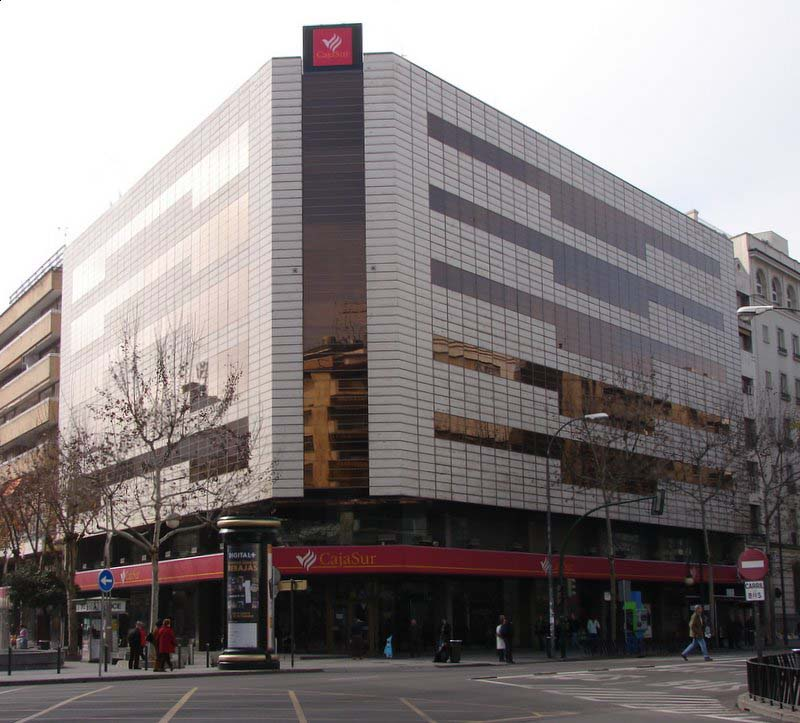
Sede de CajaSur, caja de ahorros de Córdoba, que tuvo que ser intervenida en mayo de 2010.

La expresión recapitalización de las entidades financieras en España se emplea para referirse al aumento de capital llevado a cabo por las entidades financieras en España, como consecuencia de las medidas de saneamiento y reestructuración del sistema financiero, adoptadas principalmente para mejorar la cobertura de capital respecto de los activos vinculados al sector inmobiliario.
Estas medidas fueron continuación de las que se adoptaron en el comienzo de la crisis económica en España, orientadas al fomento del crédito, en 2008, y a la reforma y fortalecimiento del sistema financiero, en 2009 y 2010, con operaciones de fusión, adquisición, transformación de cajas de ahorro en bancos, o para facilitar la reestructuración de entidades en crisis; y se desarrollaron entre 2010 y 2012, en tres fases, mediante la exigencia de porcentajes mínimos de cobertura de capital respecto del valor de los activos inmobiliarios. Con el paso del tiempo estos porcentajes evolucionaron desde valores genéricos a valores más concretos, en función del tipo de activo, a la vez que se hicieron más elevados. Estos porcentajes del capital frente al valor del activo en el balance establecidos en las diferentes normas dependen del tipo y calidad del activo, de modo que pueden oscilar entre el 7% para la financiación de viviendas terminadas, y el 60% (o más según la cartera de créditos del banco), para las operaciones de financiación de suelo calificadas como dudosas o subestándar. El gobierno anunció, además, en mayo de 2012, la realización de dos valoraciones independientes de los activos bancarios españoles, con la participación del Banco Central Europeo (BCE), para asegurar la correcta valoración de los activos en los balances, y disipar las dudas que todavía persistían sobre la fortaleza del sistema.
La razón de este incremento de las exigencias de capital se sustentó en la idea de que mientras la solvencia de las entidades no se garantizara con unas cuentas saneadas hasta unos límites superiores a los que se venían aplicando, la banca española no podría obtener financiación en el mercado de capitales y ofrecer créditos a particulares y empresas, y con ello reactivar el crecimiento económico y el empleo.

## Antecedentes
Para atenuar los efectos de la crisis económica mundial en la economía de España, y en particular en sus entidades financieras, el primer impulso que dio el gobierno se hizo para facilitar capital a las entidades mediante préstamos a cambio de que éstas lo destinaran a sus clientes. En octubre de 2008, se creó el Fondo para la adquisición de activos financieros, para apoyar la oferta de crédito a la actividad productiva de empresas y a los particulares, mediante la compra de “activos españoles de máxima calidad” a las entidades financieras. El fondo se extinguió el 30 de marzo de 2012, y durante su vigencia se realizaron cuatro subastas con un importe total de 19.300 millones de euros, captados por 54 entidades de crédito.
En junio de 2009, se creó el Fondo de Reestructuración Ordenada Bancaria (FROB), con un doble objetivo, el primero, para facilitar la reestructuración de entidades en crisis, cuando el reforzamiento de los recursos propios no fuera posible mediante financiación privada o los fondos de garantía de depósitos de las entidades de crédito; y el segundo, más empleado, para entidades viables, facilitando las fusiones voluntarias y la bancarizaciones de cajas. Para promocionar este segundo objetivo, el gobierno creó un mecanismo específico, el Sistema institucional de protección, SIP, y reformó el régimen jurídico de las cajas, con especial atención a sus órganos de gobierno.
Hasta ahora, el Fondo de Reestructuración Ordenada Bancaria (FROB) ha tenido tres etapas. Este fondo continúa activo y su utilidad se ha extendido a las operaciones de capitalización desde 2011. Es el principal instrumento público que tienen las entidades para obtener capital, cuando no lo pueden hacer por sus propios medios.

## Primeras medidas de recapitalización (2011)
Los procesos de recapitalización de las entidades financieras puede considerarse que se iniciaron por el Consejo de Ministros de España mediante un Real Decreto-ley de 18 de febrero de 2011 y convalidado por el Congreso el 10 de marzo, denominado de reforzamiento del sistema financiero, cuyos objetivos son reforzar de una manera intensa la solvencia de las entidades de crédito y su capacidad de resistencia, incluso ante los escenarios más adversos e improbables, y facilitar su financiación, garantizando la canalización del crédito a la economía real y, con ello, el crecimiento y el empleo, todo ello mediante una ampliación de capital de las entidades según baremos y dentro de los acuerdos internacionales Basilea III.
La norma se dictó tras comprobarse en el año 2010 que las cajas de ahorro españolas podían sufrir un grave deterioro como consecuencia de una falta de capitalización adecuada para afrontar un alto volumen de impagos como consecuencia de la crisis inmobiliaria y el incremento de la morosidad, aunque esta situación también afectaba a otras entidades financieras como los bancos. El Banco de España estimaba que la inversión de las cajas en el sector inmobiliario era de 217.000 millones de euros en enero de 2011, donde aproximadamente un 46% era "potencialmente problemático". El gobierno estimó que el proceso de recapitalización precisaría de 20.000 millones de euros.
En su aprobación, el gobierno de España consideró que la norma "facilitará el impulso de la fase final de la reestructuración del sector financiero español, de modo que, tras la crisis, salga fortalecido definitivamente en términos de solvencia, transparencia y capacidad para capitalizarse en los momentos adversos del ciclo económico".
Básicamente, las entidades financieras debían, con carácter general, y antes del 10 de marzo de 2011 y siempre que las medidas adoptadas se ejecutasen antes del 30 de septiembre del mismo año:
1. Ampliar el nivel de cobertura del capital principal hasta situarlo, con carácter general en el 8% de los activos ponderados por riesgo. Adicionalmente, el nivel sería del 10% para aquellas entidades que superasen el 20% de financiación mayorista y no hubieran colocado, al menos, un 20% de sus títulos entre terceros.
2. De no alcanzar el 10 de marzo de 2011 la cifra fijada, debían comunicarlo al Banco de España con la estrategia a seguir, que será supervisada y/o modificada por el propio banco central.
3. El 30 de septiembre de 2011 todas las entidades financieras debían haber concluido la ampliación del nivel de cobertura, y también las pruebas de stress a que serían sometidas en el verano de 2011. No obstante, las entidades financieras que cotizasen en una bolsa de valores podían esperar a 2012.

Para facilitar el proceso se autorizó al Fondo de Reestructuración Ordenada Bancaria (FROB) la adquisición transitoria de acciones o aportaciones al capital social de las entidades para el reforzamiento de sus recursos propios, lo que suponía la posibilidad de la entrada de capital público en las entidades. Esta acción tendría una duración limitada a cinco años. Para las cajas de ahorro, la Ley Orgánica de Regulación de las Cajas de Ahorros se reformó a efectos de que, para acudir al FROB, debían convertirse previamente en un banco.

### Definición de capital principal
El capital principal se define en el artículo 2 del Real Decreto-ley 2/2011, siguiendo el modelo de common equity tier 1, y no exactamente el de Basilea III. Así la norma fija que se entiende por capital principal:

El capital, las reservas, las primas de emisión, los ajustes positivos por valoración, los intereses minoritarios; adicionalmente, los instrumentos suscritos por el Fondo de Reestructuración Ordenada Bancaria (FROB) y, transitoriamente, los instrumentos obligatoriamente convertibles en acciones antes de 2014. Estos elementos serán minorados por los resultados negativos y pérdidas, los ajustes negativos por valoración y los activos inmateriales. [...] Las entidades deberán alcanzar los ratios mínimos de capital requeridos a través de ajustes en su estructura de activos (desinversiones, venta de participaciones industriales, cartera de negociación o similar) que no supongan una disminución de oferta efectiva del crédito.

El commons equity tier 1 es la medida principal de fortaleza financiera de una entidad bancaria o similar establecido en el acuerdo de capital Basilea I que trata proporcionar protección contra pérdidas inesperadas, al igual que los procesos contables ofrecen para las pérdidas esperadas del ejercicio en curso que están cubiertas por provisiones, reservas y ganancias del año. El nivel varía entre un 4% y un 10%, según países y regulaciones (en este caso fijado para España entre un 8% y un 10%).

## Medidas de recapitalización referidas a activos de menor calidad (2012)
Los problemas de confianza en el sector financiero y de restricción del crédito persistían un año después de la aprobación de las primeras medidas de saneamiento, (o reforzamiento, como decía el decreto) del sistema, por lo que en febrero de 2012, con un gobierno distinto, se adoptaron nuevas normas, más exigentes, sobre el saneamiento de activos inmobiliarios,.
La norma aprobada estableció nuevos requerimientos de capital destinados a cubrir los riesgos de los activos vinculados a la actividad inmobiliaria, incidiendo especialmente en los de más riesgo. Se establecían diversos porcentajes según el tipo de activo (operaciones de financiaciones o activos recibidos como pago de deudas); desarrollo del producto inmobiliario (suelo, promociones, o viviendas acabadas); y la calificación del activo (normal, subestándar o dudoso) según los criterios del Banco de España, que resumidamente se reflejan en las tablas siguientes:
| Clase de activo                                             | Clase de operación de financiación | Clase de operación de financiación | Clase de operación de financiación |
| Clase de activo                                             | Normal                             | Subestándar                        | Dudosa                             |
| ----------------------------------------------------------- | ---------------------------------- | ---------------------------------- | ---------------------------------- |
|                                                             |                                    |                                    |                                    |
| Financiación de suelo para promoción inmobiliaria           | 7%                                 | 60%                                | 60%                                |
| Construcciones o Promociones con obra parada                | 7%                                 | 50%                                | 50%                                |
| Construcciones o Promociones con obra en ejecución          | 7%                                 | 24%                                | 50%                                |
| Construcciones o Promociones terminadas                     | 7%                                 | 20%                                | 25%                                |
| Construcciones o Promociones terminadas (sin garantía real) | 7%                                 | 25%                                | 25%                                |

| Clase de activo en balance         | Clase de activo en balance              | Porcentaje de deterioro | Cobertura |
| ---------------------------------- | --------------------------------------- | ----------------------- | --------- |
|                                    |                                         |                         |           |
| Promoción no terminada             | Suelo para promoción inmobiliaria       | n. a.                   | 60%       |
| Promoción no terminada             | Promoción inmobiliaria en curso         | n. a.                   | 50%       |
| Construcción o Promoción terminada | más de 36 meses en poder de la entidad  | 25%                     | 50%       |
| Construcción o Promoción terminada | de 24 a 36 meses en poder de la entidad | 25%                     | 40%       |
| Construcción o Promoción terminada | de 12 a 24 meses en poder de la entidad | 25%                     | 30%       |

La alternativa que disponían los bancos para evitar tener que hacer estas nuevas provisiones era vender los activos inmobiliarios, con lo que además de forzar que el valor de los activos fuera más acorde a la realidad, se esperaba que el aumento de la oferta tuviera un efecto de bajada de precios del mercado inmobiliario, y con ello indujera una cierta reactivación de actividad económica general.
La norma incluyó también un requerimiento suplementario de capital, que solo tendría efecto en aquellas entidades cuya cartera de créditos o activos ejecutados por deudas de menor calidad fuera significativa frente a las calificadas normales, mediante el establecimiento de un nivel mínimo de capital principal referido al importe del riesgo de los activos dudosos o subestandar. Si el capital principal no alcanza un determinado porcentaje, expresado en la siguiente tabla, el banco deberá constituir una provisión de capital principal adicional (colchón en la jerga bancaria) por la diferencia.
| Clase de activo                                    | Calificación según OC 4/2004 | Calificación según OC 4/2004 | Calificación según OC 4/2004 |
| Clase de activo                                    | Normal                       | Subestándar                  | Dudosas                      |
| -------------------------------------------------- | ---------------------------- | ---------------------------- | ---------------------------- |
|                                                    |                              |                              |                              |
| Financiación de suelo para promoción inmobiliaria  | no                           | 80%                          | 80%                          |
| Construcciones o Promociones con obra parada       | no                           | 65%                          | 65%                          |
| Construcciones o Promociones con obra en ejecución | no                           | no                           | 65%                          |
| Suelo recibido en pago de deudas                   | no                           | 80%                          | 80%                          |
| Promociones en curso recibidas en pago de deudas   | no                           | 65%                          | 65%                          |

Las dotaciones de capital debían hacerse, salvo excepción, durante el año 2012, es decir antes del 1 de enero de 2013, y antes del 31 de marzo del 2012 había que entregar al Banco de España el plan o estrategia de ajuste para lograr la capitalización.
El Real Decreto-ley contenía además otra serie de previsiones para poder llevar a la práctica los preceptos expresados, de entre los cuales destacan dos:
- Para hacer frente a los nuevos requerimientos las entidades que lo consideren necesario pueden recurrir al Fondo de Reestructuración Ordenada Bancaria (FROB) solicitando un préstamo, mediante la compra por el Fondo de obligaciones convertibles en acciones (en lugar de las participaciones preferentes de la primera época) de la entidad necesitada de capital.
- Se ofrecía un plazo adicional, rebasando el 1 de enero de 2013, para el cumplimiento de estas condiciones, a aquellas entidades de crédito que lleven a cabo procesos de integración del sector y compromisos de incremento del crédito a familias y Pymes.

## Medidas de recapitalización referidas a activos de mayor calidad (2012)
Las medidas del Real Decreto-ley de febrero no surtieron el efecto de confianza en el sistema financiero que se esperaba, por lo que solo tres meses después, en mayo de 2012, coincidiendo con momentos de bajadas importantes de las bolsas españolas, máximos relativos de la prima de riesgo, y de inestabilidad de uno de los grandes bancos (Banco Financiero y de Ahorros, que tuvo que pedir la entrada del Fondo de Reestructuración Ordenada Bancaria (FROB) en la composición del su capital y cambiar el equipo directivo), el gobierno promulgó un nuevo Real Decreto-ley de saneamiento del sector financiero. Esta vez el aumento de las exigencias afectaban a las provisiones de capital para cubrir la actividad inmobiliaria calificada como normal. En el decreto anterior había quedado establecido, para estos activos de menor riesgo, un porcentaje general del 7%, y en el nuevo decreto éste porcentaje quedaba reservado únicamente para las promociones terminadas y con garantía hipotecaria, elevándose en los demás casos, de acuerdo con la siguiente tabla:
| Tipo de construcción o promoción (calificada normal) | Tipo de construcción o promoción (calificada normal) | Porcentaje de cobertura |
| ---------------------------------------------------- | ---------------------------------------------------- | ----------------------- |
|                                                      |                                                      |                         |
| Con garantía hipotecaria                             | Suelo                                                | 45%                     |
| Con garantía hipotecaria                             | Promoción en curso                                   | 22%                     |
| Con garantía hipotecaria                             | Promoción terminada                                  | 7%                      |
| Sin garantía real                                    | Sin garantía real                                    | 45%                     |

Como en el decreto precedente, las dotaciones de capital debían hacerse, salvo prórroga para las entidades en proceso de integración, durante el año 2012, es decir antes del 1 de enero de 2013; y antes del 11 de junio de 2012 había que entregar al Banco de España el plan de capitalización. También estaba previsto que las entidades que lo considerasen necesario, recurrieran al Fondo de Reestructuración Ordenada Bancaria (FROB) solicitando un préstamo mediante la compra por el Fondo de obligaciones convertibles en acciones.

## Las nuevas necesidades de capital
En la misma rueda de prensa en que se daba a conocer el Real Decreto-ley de 11 de mayo, el gobierno anunció que iba a pedir a dos valoradoras independientes la tasación de toda la cartera inmobiliaria de la banca, anticipándose a lo que parece que iba a ser una petición de la reunión, que se iba a celebrar tres días después, de los ministros de economía de la Unión Europea o Eurogrupo, petición que se iba a producir para despejar las dudas sobre la situación real de la banca española.
El Ministro español de economía, en la reunión del Eurogrupo, solicitó al Banco Central Europeo (BCE) ayuda en la valoración independiente de la cartera crediticia de la banca española, que espera tener terminada en menos de dos meses.
En apenas tres días después de la presentación de las medidas, entre el 11 y el 14 de mayo de 2012, coincidiendo con un fin de semana, sin actividad bursátil, los bancos hicieron las cuentas de las necesidades de capital para cumplir las nuevas exigencias, y el día 14, lunes, las hicieron públicas, cifrando la cantidad en 30.000 millones de euros, de los cuales aproximadamente la mitad correspondían a los cinco grandes bancos, como puede comprobarse en la siguiente tabla
| Banco                            | Banco                            | mill euros |
| -------------------------------- | -------------------------------- | ---------- |
|                                  |                                  |            |
| B Financiero y de Ahorros-Bankia | B Financiero y de Ahorros-Bankia | 4.813      |
|                                  | Bankia                           | 4.722      |
|                                  | B Financiero y de Ahorros        | 91         |
| CaixaBank-Banca Cívica           | CaixaBank-Banca Cívica           | 3.389      |
|                                  | CaixaBank                        | 2.102      |
|                                  | Banca Cívica                     | 1.287      |
| B Santander (+ Banesto)          | B Santander (+ Banesto)          | 2.700      |
|                                  | B Santander                      | 2.100      |
|                                  | Banesto                          | 600        |
| B Popular (+ B Pastor)           | B Popular (+ B Pastor)           | 2.314      |
|                                  | B Popular                        | 1.695      |
|                                  | B Pastor                         | 619        |
| BBVA-Unnim Banc                  | BBVA-Unnim Banc                  | 1.800      |
|                                  | BBVA                             | 1.695      |
|                                  | Unnim Banc                       | 619        |
| Catalunya Banc                   | Catalunya Banc                   | 995        |
| Kutxabank                        | Kutxabank                        | 855        |
| Ibercaja Banco-Caja3             | Ibercaja Banco-Caja3             | 697        |
|                                  | Ibercaja Banco                   | 432        |
|                                  | Caja3                            | 265        |

A la vez que los bancos hacían públicas están nuevas necesidades de capital, la mayoría de los bancos grandes, quisieron transmitir la sensación de que las nuevas exigencias no les planteaban ningún problema, anunciando que para cubrirlas no tenían intención de pedir las ayudas disponibles del Fondo de Reestructuración Ordenada Bancaria (FROB), obteniendo el nuevo capital de las reservas disponibles, de su propia generación de recursos hasta final de año, o de los beneficios previstos, manteniendo los compromisos de repartir dividendos.

## Rescate europeo
El 9 de junio de 2012, el ministro de Economía, Luis de Guindos confirmó que España había solicitado "ayuda financiera" (evitando utilizar la palabra rescate) a Europa para el sistema bancario español. Se trataba de "un préstamo en condiciones muy favorables" que se iba a inyectar en las entidades financieras a través del Fondo de Reestructuración Ordenada Bancaria (FROB), el cual actuaría como "agente intermediario del Gobierno y sería el receptor final de los fondos". Asimismo, subrayó que las condiciones de esta ayuda financiera "se le impondrían a la banca, no a la sociedad española". La cifra ofrecida por el Eurogrupo fue 100.000 millones de euros como límite.
El 20 de julio de 2012, se firmó el Memorando de Entendimiento (MoU, por las siglas en inglés de Memorandum of Understanding), documento que reflejaba las condiciones del acuerdo entre España y sus socios europeos para el rescate de la banca española.
El 28 de septiembre de 2012, el informe de la consultora Oliver Wyman reveló unas necesidades de capital en la banca española de 53.745 millones de euros. Esto supuso el pistoletazo de salida para un nuevo proceso de reestructuración del sector, acompañado por los fondos aportados por Bruselas de hasta 100.000 millones de euros.
No obstante, el secretario de Estado de Economía, Fernando Jiménez Latorre, dijo que solo se necesitaría pedir dos tercios del déficit de capital detectado, unos 40.000 millones de euros, dado que el resto se cubriría con venta de activos y colocaciones de los bancos en los mercados.
El informe apuntaba a que en un escenario de fuerte deterioro económico -una caída del PIB del 6,1% en dos años- siete entidades tendrían un excedente de capital: CaixaBank (incluyendo Banca Cívica), Kutxabank, Unicaja Banco (incluyendo Banco CEISS) y casi todos los bancos que no han surgido de cajas (Banco Santander, BBVA, Banco Sabadell (con la CAM) y Bankinter).
Otras siete entidades sufrían un déficit de capital, entre ellas las cuatro nacionalizadas: tres que sí que surgieron de cajas (BFA-Bankia (24.743 millones), Catalunya Banc (10.825 millones), NCG Banco (7.176 millones)) y Banco de Valencia (que no surgió de ninguna caja) (3.462 millones). Las otras tres entidades que necesitaban capital eran Banco Popular (que no surgió de ninguna caja) (3.223 millones), Banco Mare Nostrum (BMN) (2.208 millones) y el grupo formado por Ibercaja Banco, Caja3 y Liberbank (cuya fusión finalmente no se llevó a cabo) (2.108 millones), las cuales tendrían que captar recursos del mercado, o de lo contrario sufrirían el estigma de recibir ayudas públicas.
Las entidades que recibieran ayudas estarían obligadas a traspasar sus activos tóxicos al "banco malo", a un precio cercano al de mercado. Las cuatro entidades nacionalizadas se venderían, una vez recapitalizadas, en una subasta competitiva.
El 11 de diciembre de 2012, el Mecanismo Europeo de Estabilidad (MEDE) o fondo de rescate permanente de la eurozona transfirió a España títulos por valor de 39.468 millones de euros para financiar el rescate a los cuatro bancos españoles nacionalizados y la inyección al "banco malo".
El Fondo de Reestructuración Ordenada Bancaria (FROB) utilizó 36.968 millones de euros para recapitalizar los cuatro bancos nacionalizados: BFA-Bankia (17.960 millones), Catalunya Banc (9.084 millones), NCG Banco (5.425 millones) y Banco de Valencia (4.500 millones), y 2.500 millones para capitalizar la Sociedad de gestión de Activos procedentes de la Reestructuración Bancaria (Sareb), conocido como el "banco malo".
A cambio de estas ayudas, la Comisión Europea obligó a esos bancos a acometer hasta 2017 reestructuraciones "muy importantes y muy exigentes", que -con excepción de Banco de Valencia- les obligaba a reducir su balance en más del 60% en los próximos cinco años. La red de sucursales se reduciría a la mitad en los próximos cinco años en comparación con 2010. Centrarían su modelo empresarial en préstamos al por menor y a las pymes, es decir a la banca minorista y en las regiones en las que estaban presentes históricamente, y abandonarían las líneas de crédito a promociones inmobiliarias y otras actividades de riesgo.
Catalunya Banc y NCG Banco debían ser vendidos antes de 2017 y en caso de no encontrarse comprador, deberían liquidarse. Banco de Valencia debía dejar de existir como entidad independiente e integrarse en CaixaBank, una solución "más barata" que su liquidación.
El 20 de diciembre de 2012, se produjo el visto bueno de Bruselas a los programas de los bancos no nacionalizados pero que necesitaban ayuda pública (Banco Mare Nostrum (BMN), Liberbank, Caja3 y Banco CEISS).
El 5 de febrero de 2013, el Mecanismo Europeo de Estabilidad (MEDE) desembolsó el segundo tramo de 1.865 millones de euros del rescate bancario (que, junto a los 39.468 millones del primer tramo, hicieron un total de 41.333 millones). Banco Mare Nostrum (BMN) recibió 730 millones del fondo de ayuda. Banco CEISS, 604 millones. Caja3 recibió 407 millones mediante convertibles contingentes ('cocos') y, finalmente, Liberbank 124 millones, también mediante 'cocos'.
Las necesidades de capitalización de estas entidades eran de 6.250 millones según el test de Oliver Wyman. La diferencia con las ayudas recibidas se debió a las pérdidas que asumieron los tenedores de híbridos (participaciones preferentes y deuda subordinada), unos 2.000 millones, a la venta de activos por valor de unos 1000 millones y a la transferencia de activos al "banco malo", por un importe similar.
Las medidas de reestructuración para estos bancos implicaban una reducción de tamaño desde el 25% al 40%. En 2017, en relación con el balance de 2010, la reducción debería ser superior al 40% en el caso de Banco Mare Nostrum (BMN), en torno al 30% en el caso de Banco CEISS, y cerca del 25% en el de Liberbank. Caja3 se integraría completamente en Ibercaja Banco. Deberían orientar su modelo empresarial para centrarlo en el negocio minorista y la concesión de préstamos a las pymes en las regiones en las que habían operado tradicionalmente. Dejarían de prestar dinero a proyectos inmobiliarios, o mantendrían una actividad marginal en este ámbito, y limitarían su presencia en el negocio de banca mayorista.
España se comprometió a vender Banco CEISS y a que Liberbank y Banco Mare Nostrum (BMN) cotizaran en bolsa antes de que finalizara el período de reestructuración. Caja3 dejaría de existir como entidad independiente.
Banco Popular e Ibercaja Banco pudieron recapitalizarse por sí mismos.
El 31 de diciembre de 2013, el Mecanismo Europeo de Estabilidad (MEDE) dio por concluido su programa de asistencia financiera a la banca española y destacó el "éxito" de la ayuda para recapitalizar el sector.
El 23 de enero de 2014, se cerró formalmente el rescate de la banca española, aunque España seguirá bajo la vigilancia del fondo de rescate europeo (el Mecanismo Europeo de Estabilidad (MEDE)) hasta que haya devuelto la totalidad del préstamo. El memorando de entendimiento se dio así por concluido, después de que la troika confirmara el cumplimiento de todas las condiciones impuestas al sector financiero español.
Los vencimientos del préstamo se situaron en un principio entre 2022 y 2027. España ha ido realizando pagos anticipados desde julio de 2014, de modo que el saldo vivo a fecha de 2019 asciende a 23.721 millones de euros.

## Sociedades para la gestión de activos
Además de las nuevas exigencias de cobertura con capital de los activos inmobiliarios, el Real Decreto-ley establecía una regulación para que los bancos se desprendieran de los inmuebles adjudicados o recibidos en pago de deudas, mediante la constitución de un tipo de sociedades de capital que denominan Sociedades de gestión de activos, a las que el decreto dedica el Título segundo. Según la norma, los activos adjudicados o recibidos en pago de deudas deberán ser aportados por las entidades de crédito a estas SGAI, disponiendo para ello del mismo plazo que el de la dotación de provisiones, es decir antes del 1 de enero de 2012, prorrogable en aquellas entidades que se encuentren en proceso de integración.
Con la creación de estas sociedades se pretende eliminar del patrimonio de las entidades los activos inmobiliarios que están lastrando la recuperación del crédito, asignarles un valor ajustado a la realidad del mercado, acabar con la situación en la que los bancos se han convertido en inmobiliarias, profesionalizar la gestión de los inmuebles en venta, y estimular la venta de los activos inmobiliarios, para lo que el propio decreto incluye exenciones fiscales y de moderación de los aranceles notariales y registrales.
El 31 de agosto de 2012 el Gobierno de España aprobó por Real Decreto-ley la creación de un banco malo. En él se establecía que el Fondo de Reestructuración Ordenada Bancaria (FROB) podrá, con carácter de acto administrativo, obligar a una entidad de crédito a transmitir a una sociedad de gestión de activos determinadas categorías de activos especialmente dañados o cuya permanencia en el balance de la entidad se considere perjudicial para su viabilidad, a fin de dar de baja del balance dichos activos y permitir la gestión independiente de su realización. La sociedad podrá emitir obligaciones y valores que reconozcan o creen deuda. La transmisión de los activos a la sociedad de gestión de activos se realizará sin necesidad de obtener el consentimiento de terceros, mediante cualquier negocio jurídico. Con igual carácter previo a la transmisión, el Banco de España determinará el valor de los activos sobre la base de los informes de valoración.

## Ayudas
Desde 2009, las ayudas en forma de apoyo de capital han ascendido a 54.353 millones de euros en fondos públicos aportados por el Fondo de Reestructuración Ordenada Bancaria (FROB) y 9.745 millones de euros procedentes del Fondo de Garantía de Depósitos en Entidades de Crédito (FGDEC), fondo creado mediante aportaciones del sector financiero.
Una parte de estos recursos ha sido recuperada a través de reembolsos, venta o resolución de entidades, hasta un total de 5.225 millones de euros a 31 de diciembre de 2018; de los cuales, el FROB ha recuperado 4.477 millones y el FGDEC 748 millones.
Además de las aportaciones de capital, se estiman los fondos provisionados para hacer frente a los costes que puedan derivarse de garantías concedidas en los procesos de integración y venta, cuyos importes actualizados se cifran en 12.480 millones de euros en el caso de los EPA y 1.908 millones para otras garantías (algunas de ellas ya ejecutadas).
En sentido contrario, sería necesario deducir el valor de los activos propiedad del FROB y cuya venta o resolución podrán generar ingresos en un futuro, cuyo valor estimado a finales de 2018 era de 9.560 millones. El ajuste por estos conceptos llevaría a una estimación de los recursos netos destinados al apoyo del sistema financiero que se sitúa en 42.561 millones aportados por el FROB y 23.164 millones por el propio sector a través del FGDEC. Estos importes no incorporan los intereses obtenidos, ni los gastos incurridos.
A 31 de diciembre de 2018, de las ayudas procedentes del FROB, BFA-Bankia ha recibido 22.424 millones de euros (capital e híbridos); seguido de Catalunya Banc, con 12.599 millones (12.052 (capital e híbridos) y 547 (garantías)); y NCG Banco, con 9.404 millones (9.052 (capital e híbridos) y 352 (garantías)). Banco de Valencia, 6.103 millones (5.498 (capital e híbridos), 439 (Esquema de Protección de Activos (EPA)) y 166 (garantías)); Banco Mare Nostrum (BMN), 1.645 millones (capital e híbridos); Banco CEISS, 1.559 millones (1.129 (capital e híbridos) y 430 (garantías)); CajaSur, 1.192 millones (800 (capital e híbridos) y 392 (EPA)); Banca Cívica, 977 millones (capital e híbridos); Caja3, 407 millones (capital e híbridos); Banco Gallego, 245 millones (capital e híbridos); y Liberbank, 124 millones (capital e híbridos). En total, 56.844 millones (54.353 (capital e híbridos), 893 (EPA) y 1.598 (garantías)).
De las ayudas anteriormente descritas, a esa misma fecha, se han recuperado 977 millones devueltos por CaixaBank, procedentes de las ayudas recibidas por Banca Cívica antes de su integración en CaixaBank; 800 millones de la ayuda temporal otorgada a CajaSur mediante cuotas participativas, la cual fue reintegrada al FROB al no incluirse en el plan de reestructuración de la entidad; 783 millones de NCG Banco (712 por la venta de la participación en NCG Banco y 71 de una venta realizada en 2012); 782 millones por la venta de la participación en Catalunya Banc; 604 millones amortizados por Unicaja Banco de una emisión de obligaciones obligatoriamente convertibles de Banco CEISS; 407 millones amortizados por Ibercaja Banco de una emisión de obligaciones obligatoriamente convertibles de Caja3; y 124 millones amortizados por Liberbank de una emisión de obligaciones obligatoriamente convertibles. En total, 4.477 millones.
Finalmente, restando a los 56.679 millones de ayudas los 4.477 millones recuperados y los 9.560 millones que se estiman recuperables de BFA-Bankia, se obtiene un total de ayudas netas por parte del FROB de 42.642 millones; que, tras el ajuste por inversión inicial del FGDEC en el FROB (2.250 millones (que se perdieron cuando el FROB redujo su capital a cero en 2012)), el ajuste por garantía del FROB al FGDEC por híbridos (145 millones) y el ajuste por participación del FROB en la Sociedad de Gestión de Activos procedentes de la Reestructuración Bancaria (Sareb) (2024 millones); da como resultado una suma neta de 42.561 millones.
A 31 de diciembre de 2018, de las ayudas procedentes del FGDEC, Banco CAM ha recibido 12.474 millones de euros (5.249 (capital e híbridos) y 7.225 (EPA)); Caja Castilla-La Mancha (CCM), 4.215 millones (1.740 (capital e híbridos) y 2.475 (EPA)); Unnim Banc, 2.902 millones (953 (capital e híbridos) y 1.949 (EPA)); Catalunya Banc, 1.275 millones (1.001 (capital e híbridos) y 274 (garantías)); y NCG Banco, 956 millones (802 (capital e híbridos) y 154 (garantías)). En total, 21.807 millones (9.745 (capital e híbridos), 11.649 (EPA) y 413 (garantías)).
De las ayudas anteriormente descritas, a esa misma fecha, se han recuperado 16 millones de Banco CAM; 59 millones de Caja Castilla-La Mancha (CCM); 383 millones de Catalunya Banc procedentes de la venta de las acciones recibidas en el marco de los procesos de conversión de instrumentos híbridos en capital, tras adquirir a los tenedores minoristas las acciones no cotizadas de la entidad; y 290 millones de NCG Banco procedentes de la venta de las acciones recibidas en el marco de los procesos de conversión de instrumentos híbridos en capital, tras adquirir a los tenedores minoristas las acciones no cotizadas de la entidad. En total, 748 millones.
Finalmente, restando a los 21.807 millones de ayudas los 748 millones recuperados, se obtiene un total de ayudas netas por parte del FGDEC de 21.059 millones; que, tras el ajuste por inversión inicial del FGDEC en el FROB (2.250 millones (que se perdieron cuando el FROB redujo su capital a cero en 2012)) y el ajuste por garantía del FROB al FGDEC por híbridos (145 millones); da como resultado una suma neta de 23.164 millones.
Por lo tanto, la suma de las ayudas del FROB y del FGDEC ascienden a 65.725 millones de euros.
Por otro lado, y respecto a las ayudas efectivamente recuperadas por el FROB, hay que tener en cuenta lo recuperado a través de la venta de acciones de Bankia por parte del FROB o a través de los dividendos correspondientes a la participación en dicha entidad y, posteriormente, en CaixaBank, tras la absorción por parte de esta de Bankia. En septiembre de 2024, se habían recuperado unos 4.000 millones de euros por las operaciones indicadas (1.304 millones por la venta de 2014, 818 millones por la venta de 2017, y 2.100 millones por dividendos).